# هوكي الحقل في الألعاب الأولمبية الصيفية 2016 – مسابقة السيدات

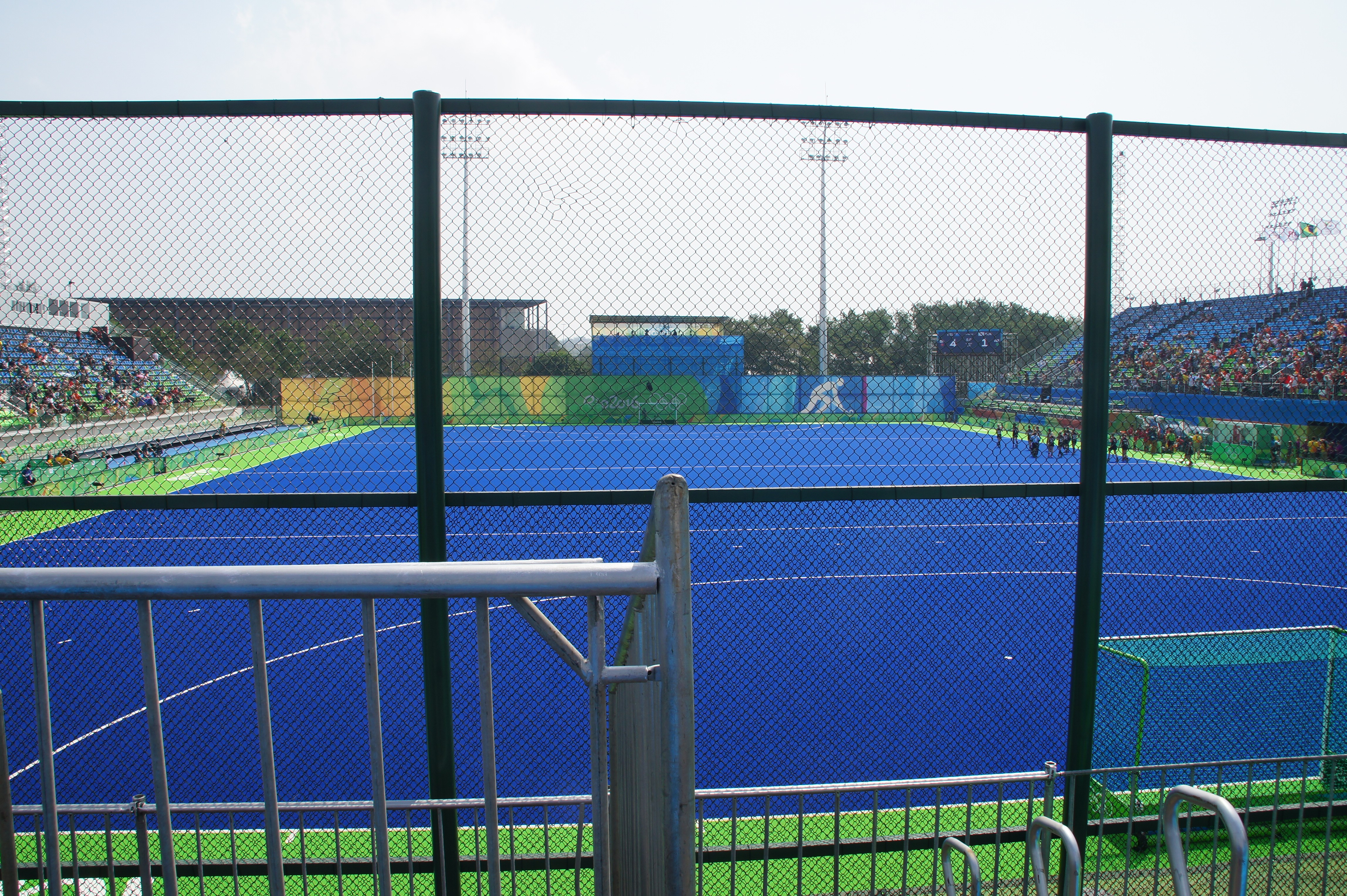

بطولة الهوكي للسيدات في دورة الألعاب الأولمبية الصيفية 2016 هي الدورة العاشرة لرياضة الهوكي للسيدات في دورة الألعاب الاولمبية الصيفية. إستغرقت المنافسة حوالي ثلاثة عشر يوما إبتداً من 6 أغسطس حتى 19 أغسطس. أقيمت جميع المباريات في المركز الأولمبي للهوكي في ديودورو، ريو دي جانيرو، البرازيل.